# Kwasy tłuszczowe omega-6

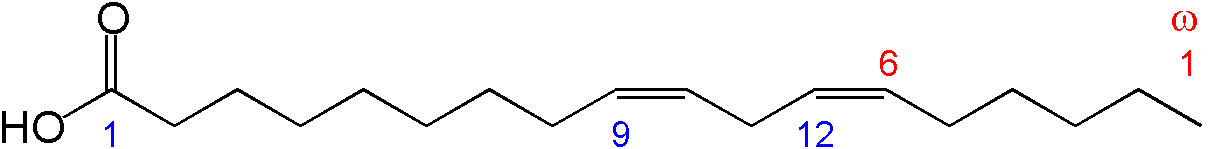
Numeracja systematyczna (niebieska) i numeracja od atomu węgla ω (czerwona) w kwasie linolowym

Kwasy tłuszczowe omega-6 (zwane też kwasami tłuszczowymi n-6 lub ω-6) – nienasycone kwasy tłuszczowe, których ostatnie wiązanie podwójne znajduje się przy szóstym od końca atomie węgla łańcucha węglowodorowego. W postaci acylogliceroli wchodzą w skład tłuszczów. Kwasy omega-6 należą do niezbędnych nienasyconych kwasów tłuszczowych (NNKT), co oznacza, że nie są one produkowane przez organizm człowieka, a jednocześnie są mu potrzebne do prawidłowego funkcjonowania i muszą być pobierane z pożywienia.
Przykładowe kwasy omega-6:
- kwas linolowy (LA),
- kwas gammalinolenowy (GLA),
- kwas arachidonowy (AA, ARA).

## Kwestie zdrowotne
Duże spożycie tłuszczów omega-6 przy niedostatku tłuszczów wielonienasyconych omega-3 sprzyja rozwojowi raka piersi po menopauzie. W 2001 r. stwierdzono, że tłuszcze jednonienasycone (omega-9) oraz niektóre wielonienasycone (omega-6) sprzyjają rozwojowi raka piersi po menopauzie, a tłuszcze wielonienasycone omega-3 – przeciwdziałają. Odkryto, że tłuszcze oleinowe (zawarte w oliwie z oliwek, oleju rzepakowym) i inne jednonienasycone (omega-9) sprzyjają rozwojowi raka, podobnie jak niektóre tłuszcze wielonienasycone omega-6 (np. 20:2 pochodna kwasu linolowego). Tłuszcze nasycone (w maśle, smalcu, śmietanie, wieprzowinie, kiełbasie, drobiu, itp.) nie szkodzą osobom z predyspozycjami rakowymi, a tłuszcze wielonienasycone omega-3 – zdecydowanie pomagają.
Tłuszcze wielonienasycone omega-6 przy niedostatku tłuszczów wielonienasyconych omega-3 stymulują wzrost nowotworów prostaty, przyśpieszają postęp histopatologiczny i zmniejszają przeżywalność pacjentów z rakiem prostaty, podczas gdy tłuszcze wielonienasycone omega-3 (m.in. w oleju lnianym) mają odwrotne, pozytywne działanie.